# Rio Călacea (Lonea)
O Rio Călacea é um rio da Romênia, afluente do Rio Lonea, localizado no distrito de Cluj.